# Манчестер (Огайо)
Манчестер (англ. Manchester) — селище (англ. village) в США, в окрузі Адамс штату Огайо. Населення — 1839 осіб (2020).

## Географія
Манчестер розташований за координатами 38°41′23″ пн. ш. 83°36′17″ зх. д. / 38.68972° пн. ш. 83.60472° зх. д. (38.689856, -83.604592).  За даними Бюро перепису населення США в 2010 році селище мало площу 3,35 км², з яких 3,32 км² — суходіл та 0,03 км² — водойми.

## Демографія
Згідно з переписом 2010 року, у селищі мешкали 2023 особи в 818 домогосподарствах у складі 527 родин. Густота населення становила 603 особи/км².  Було 1032 помешкання (308/км²).
Расовий склад населення:
| - 96,2 % — білих - 0,4 % — корінних американців - 0,2 % — чорних або афроамериканців - 0,1 % — азіатів |

До двох чи більше рас належало 2,4 %. Частка іспаномовних становила 1,7 % від усіх жителів.
За віковим діапазоном населення розподілялося таким чином: 26,7 % — особи молодші 18 років, 57,7 % — особи у віці 18—64 років, 15,6 % — особи у віці 65 років та старші. Медіана віку мешканця становила 38,1 року. На 100 осіб жіночої статі у селищі припадало 93,2 чоловіків;  на 100 жінок у віці від 18 років та старших — 89,8 чоловіків також старших 18 років.
Середній дохід на одне домашнє господарство  становив 47 307 доларів США (медіана — 28 779), а середній дохід на одну сім'ю — 47 101 долар (медіана — 33 625). За межею бідності перебувало 38,2 % осіб, у тому числі 39,1 % дітей у віці до 18 років та 13,4 % осіб у віці 65 років та старших.
Цивільне працевлаштоване населення становило 668 осіб. Основні галузі зайнятості: роздрібна торгівля — 15,9 %, виробництво — 14,4 %, мистецтво, розваги та відпочинок — 13,6 %, транспорт — 12,9 %.